# La Ceja, Mexiko
La Ceja är en ort i Mexiko.   Den ligger i kommunen Apaseo el Alto och delstaten Guanajuato, i den centrala delen av landet, 180 km nordväst om huvudstaden Mexico City. La Ceja ligger 2 064 meter över havet och antalet invånare är 217.
Terrängen runt La Ceja är platt åt nordost, men åt sydväst är den kuperad. Runt La Ceja är det ganska tätbefolkat, med 54 invånare per kvadratkilometer. Närmaste större samhälle är Apaseo el Alto, 15,2 km nordväst om La Ceja. I omgivningarna runt La Ceja växer huvudsakligen savannskog.